# سیارک ۵۸۱۹۶
سیارک ۵۸۱۹۶ (به انگلیسی: 58196 Ashleyess، نامگذاری:1992EC1) پنجاه و هشت هزار و صد و نود و ششمین سیارک کشف شده‌است که در ۱۰ مارس ۱۹۹۲ کشف شد.